# Phil Zevenbergen
Phillip John "Phil"Zevenbergen (nacido el 13 de abril de 1964 en Seattle, Washington) es un exjugador de baloncesto estadounidense. Con 2.08 de estatura, su puesto natural en la cancha era el de pívot.

## Trayectoria
- Corona Cremona (1987)
- Caja Ronda (1987–1988)
- San Antonio Spurs (1988)
- Viola Reggio Calabria (1988–1989)
- Levallois SCB (1991–1992)
- Hyndai Desio (1993)
- Toulousse RC (1995–1996)
- Rabotnički Skopje (1996–1997)
- Unia Tarnów (1998–1999)